# 泰根湖畔格蒙德
泰根湖畔格蒙德是德国巴伐利亚州的一个市镇。总面积34.41平方公里，总人口5999人，其中男性2866人，女性3133人（2011年12月31日），人口密度174人/平方公里。